# AAA Special Live 2016 in Dome -FANTASTIC OVER
『 AAA Special Live 2016 in Dome -FANTASTIC OVER-』（トリプルエー・スペシャル・ライブ・にせんじゅうろく・イン・ドーム・ファンタスティック・オーバー）は、日本の音楽グループ・AAAが2016年11月に行った初のドームツアー。7人での最初で最後のドーム公演となった。

## 概要
京セラドーム大阪および東京ドームで計4公演を行った。AAAとしてドームでワンマンライブを行うのはこれが初めてで、4公演で計18万人を動員した。最終日はNTTドコモのdTVでの生配信も行われたほか、2017年1月27日にはフジテレビNEXTでも放送された。

## 日程
- 2016年11月12日・13日 京セラドーム大阪
- 2016年11月15日・16日 東京ドーム

## セットリスト
以下は最終日、東京ドーム公演のもの。
1. Iuterlude〜LEAP of FAITH(AL version)
2. 愛してるのに、愛せない
3. SHOUT & SHAKE
4. Charge & Go!
5. LOVER
6. ぼくの憂鬱と不機嫌な彼女
7. Miss you
8. 恋音と雨空
9. さよならの前に
10. Jewel（MisaChia）
11. Eighth Wonder
12. GAME OVER?
13. NEW
14. 涙のない世界
15. Next Stage
16. PARTY IT UP
17. Yell

【アンコール】
1. メドレー(ハリケーン・リリ、ボストン・マリ〜Get チュー!)
2. MUSIC!!!
3. Love
4. 虹

## 映像作品
- AAA Special Live 2016 in Dome -FANTASTIC OVER-（2017年3月22日発売）

## 書籍
- AAA SPECIAL LIVE 2016 IN DOME FANTASTIC OVER PhotoBook（主婦と生活社、2017年4月） ISBN 9784391149944